# Baldwin (Floride)
Pour les articles homonymes, voir Baldwin.
Baldwin est une ville américaine située dans le comté de Duval en Floride.

## Démographie
| 1920 | 1930 | 1940  | 1950  | 1960  | 1970  |
| ---- | ---- | ----- | ----- | ----- | ----- |
| 470  | 749  | 1 002 | 1 048 | 1 272 | 1 408 |

| 1980  | 1990  | 2000  | 2010  | - | - |
| ----- | ----- | ----- | ----- | - | - |
| 1 526 | 1 450 | 1 634 | 1 425 | - | - |

Selon le recensement de 2010, Baldwin compte 1 425 habitants. La municipalité s'étend sur 2,03 milles carrés (5,26 km2).